# Amazon Web Services
Amazon Web Services (tradução livre: Serviços Web da Amazon), também conhecido como AWS, é uma plataforma de serviços de computação em nuvem oferecida pela Amazon. Os serviços são oferecidos em várias áreas geográficas distribuídas pelo mundo. Os serviços mais conhecidos são o Amazon Elastic Compute Cloud e o Amazon S3.
Em 2021, era o maior provedor de computação em nuvem do mundo, à frente da Azure (da Microsoft) e da GCP (da Google).

## História

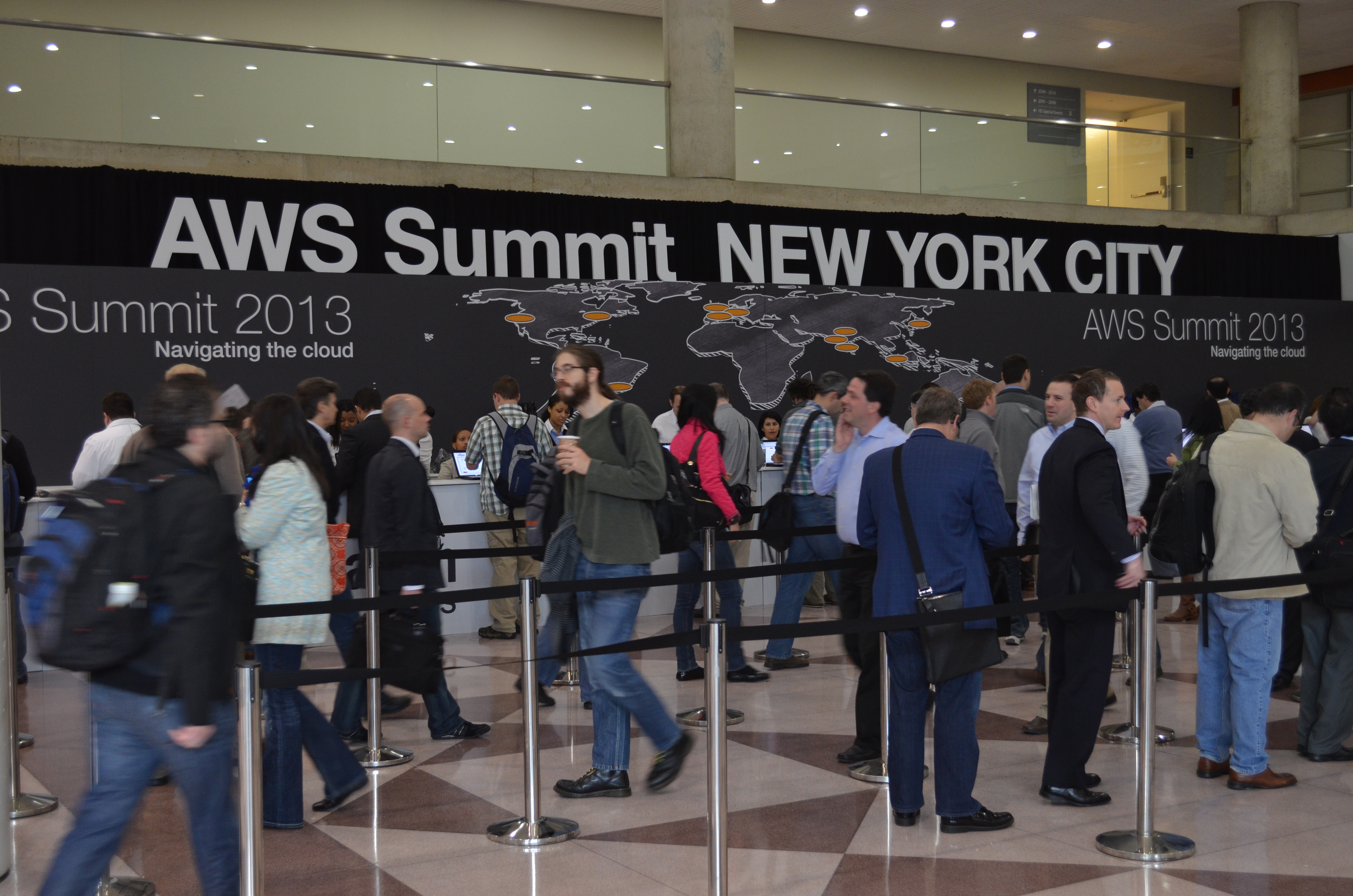
AWS Summit 2013 event in NYC

Lançado oficialmente em 2006, Amazon Web Services é um provedor de serviços online para websites ou aplicações cliente servidor baseado nas nuvens. A maioria destes serviços não é acessível pela internet, mas oferecem funcionalidades que outros desenvolvedores podem usar em suas aplicações. Amazon Web Services pode ser acessado usando HTTP, protocolo REST, estilo de arquitetura ou pelo protocolo SOAP. O modelo de cobrança pelos serviços é de acordo com o uso.
Em junho de 2007, Amazon alega que possui mais de 180.000 desenvolvedores inscritos no Amazon Web Services.
Em novembro de 2010, todos os usuários do web services mudou do  Amazon.com para AWS.
Em abril de 2015 AWS anunciou seu faturamento em mais de 1,57 bilhão de dólares no primeiro quadrimestre do ano

### Atuação no Brasil
Em 23 de Setembro de 2021, o Governador do Estado do Ceará Camilo Santana anunciou o início das operações da empresa em Fortaleza (CE). No Brasil, até antes do anúncio, a empresa mantinha infraestrutura apenas em São Paulo e Rio de Janeiro, fazendo do Ceará o 3° ponto do país alcançado pela empresa. 
“Queremos fazer do Ceará o primeiro governo 100% digital do Brasil, e a parceria com a AWS é fundamental para atingirmos este objetivo. O Ceará é o segundo maior ponto de conectividade de cabos de fibra óptica do mundo e temos investido em conectividade para todos os municípios do estado. Fico muito feliz que o nosso estado possa fazer parte da rede global da AWS por meio deste edge location”, afirmou o governador Camilo Santana.
A Amazon Web Services projeta até 18% na latência dos dados entregues por meio do edge location, na qual se conecta as das outras implementações do edge no país, que por fim, conecta o Brasil à infraestrutura global da AWS. Em novembro de 2020, a AWS e o Governo do Ceará, por meio da Empresa Estadual de Tecnologia da Informação do Ceará (Etice), vinculada à Secretaria do Planejamento e Gestão (Seplag), firmaram um acordo de colaboração para a criação do primeiro Centro de Competência em Transformação Digital do Brasil.

## Infraestrutura
Estes serviços operam a partir de regiões geográficas espalhadas pelo mundo. Os serviços mais centrais e conhecidos incluem a Amazon Elastic Compute Cloud (EC2), Amazon Simple Storage Service (S3) e Amazon Relational Database Service (RDS).

## Distribuição

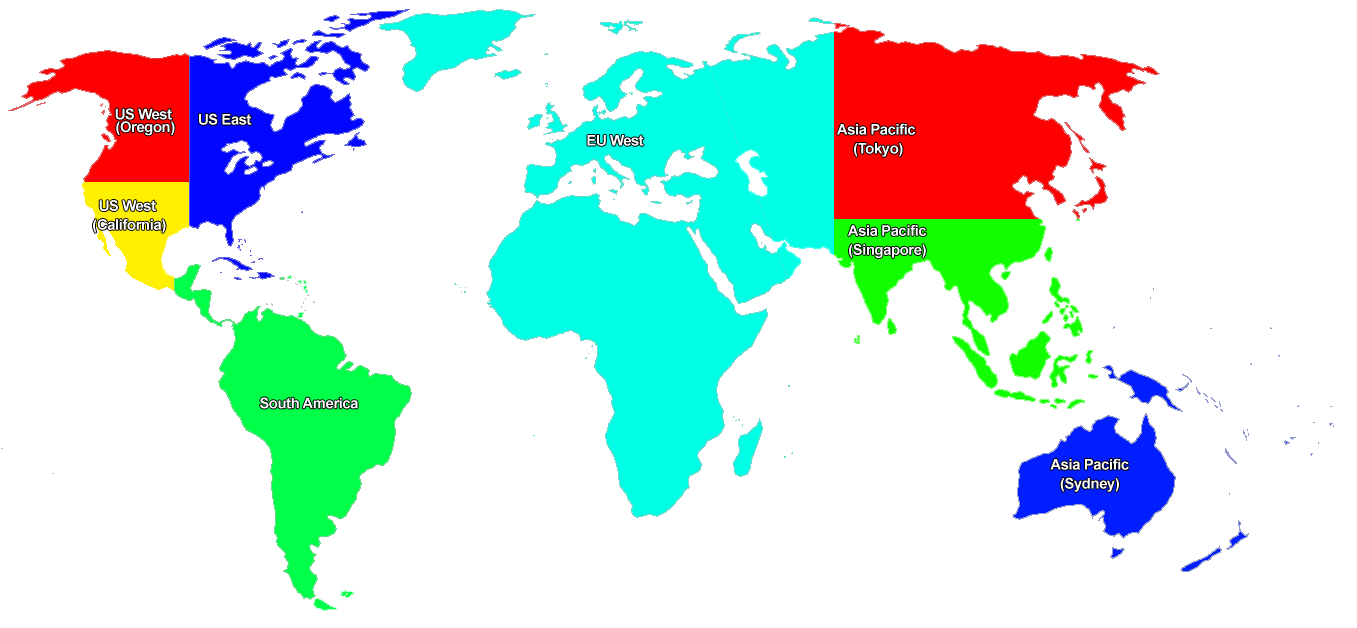
Mapa mostrando a distribuição geográfica disponíveis no AWS

A Nuvem AWS abrange 66 zonas de disponibilidade em 21 regiões geográficas em todo o mundo e tem planos divulgados para mais 12 zonas de disponibilidade e mais quatro regiões no Bahrein, na Cidade do Cabo, em Jacarta e em Milão. A principal região está localizada no Leste dos Estados Unidos e é apelidada de us-east-1 (Virgínia), onde a maioria dos serviços estão localizados. Alguns exemplos de outras regiões são Califórnia, Oregon, São Paulo, Irlanda, Alemanha, Singapura, Tóquio, Pequim e Sydney.